# Rujevicastadion
Rujevicastadion (kroatiska: Stadion Rujevica), officiellt HNK Rijekas stadion (Stadion HNK Rijeka), är en fotbollsanläggning i Rijeka i Kroatien. Den uppfördes åren 2014–2015 och är belägen i Rujevica i stadsdelen Pehlin. Anläggningen tjänar som hemmalagets HNK Rijekas tillfälliga hemmaarena medan uppförandet av den nya Kantridastadion fortgår. När den nya Kantridastadion står klar kommer Rujevicastadion att tjäna som den lokala fotbollsklubbens träningsarena.   